# Magnetna mina
Magnetna mina je mornariška mina zasnovana tako, da jo raznese ob spremembi magnetnega polja, ki ga povzroči trup železne ladje. Mina je zelo podobna navadni kontaktni vodni mini, razlika je le v sprožilnem mehanizmu, ki se aktivira ob spremembi magnetnega polja.
Tovrstne mine so prvič začeli uporabljati Nemci med drugo svetovno vojno. Na želeno mesto so jo odvrgli iz ladij, podmornic in letal. Ko je mina potonila na morsko ali rečno dno, se je aktivirala tako, da se je sprožilni mehanizem prilagodil zemeljskemu magnetnemu polju. Ko je mimo mine, na razdalji nekaj deset metrov, priplula ladja z železnim trupom, je železo, ki je feromagnetni material povzročilo popačenje magnetnega polja v okolici mine. To popačenje je zaznal sprožilni mehanizem ter sprožil eksplozivno polnitev mine. Eksplozija okoli 80 kg TNT, minola, ali amatola je resno poškodovala vsako ladje, ki je zaplula mimo mine, v najslabšem primeru pa jo tudi potopila.
Mina je bila med drugo svetovno vojno ena izmed bolj skrivnostnih in naprednih nemških orožij, vendar pa so se zavezniki že leta 1939 hitro dokopali do prvih primerkov tovrstnih min, na podlagi katerih so začeli izvajati protiukrepe, ki so drastično zmanjšali njeno učinkovitost. Obstajala sta dva načina, kako se izogniti mini. Prvi način je bil tak kot pri vseh minah, mino je bilo potrebno uničiti, še preden ta najde svojo tarčo. To so dosegli tako, da so za lesenimi ladjami vlekli kable, skozi katere so spuščali visok pulze električnega toka, ki je simuliral magnetno polje ladje. Ko je mina zaznalo spremembo polje se je aktivirala, ne da bi poškodovala ladjo. Drug način je bil ta, da so okoli ladijskega trupa napeljali kable, skozi katere so spuščali močne tokovne impulze, ki so za trenutek razmagnetili ladjo oz. zmanjšali njeno magnetno polje in ladjo tako za mino naredili nevidno.